# Judy Kihumba
Judy Kihumba (nascida no século segle XX, em Nieri, no Quênia) é uma intérprete de língua de sinais queniana, que trabalha para fornecer informações básicas de saúde, especialmente relacionadas à saúde mental, para mães surdas que amamentam. Ela foi reconhecida como uma das 100 mulheres mais inspiradoras do mundo pela BBC, em 2022.

## Trabalho e ativismo
Judy Kihumba graduou-se em língua de sinais porque era o único curso que ela podia pagar trabalhando como empregada doméstica, fazendo tarefas de limpeza numa casa. Judy decidiu aprofundar os conhecimentos nesta matéria da Universidade de Nairóbi, na capital do Quênia. Ela se formou em licenciatura em comunicação para desenvolvimento na Universidade de Saint Paul e obteve um Diploma em Assessoramento em Trauma da Quénia Association of Profissional Counsellors.
Judy Kihumba começou a trabalhar na United Disability Empowerment a Quénia (UDEK), onde se aprofundou no mundo das deficiências. Em 2010, fez parte de um comitê de experts por criar consciência pela nova constituição do país. Esta atividade permitiu-lhe conhecer muito bem as comunidades de surdos do país. A partir daí, tem trabalhado como intérprete da língua de sinais na televisão, e em cerimônias religiosas.
Judy teve depressão pósparto em 2019, depois do nascimento da sua segunda filha. A partir desse acontecimento, tomou consciência da importância da educação sobre saúde mental, e ao ver que alguns hospitais de Quênia não tinham intérpretes de língua de sinais para fazer chegar informação sanitária básica às mães lactantes surdas, ela decidiu atuar nessa área. Por isto, em 2020 fundou a "Mãos que falam, Olhos que ouvem sobre a Depressão Pós-parto" (Talking Hands, Listening Eyes on Postpartum Depression - THLEP).

## Reconhecimento
Judy Kihumba foi reconhecida como uma das 100 mulheres mais inspiradoras do mundo pela BBC, em 2022.